# 双子湖 (新墨西哥州)
双子湖（英语：Twin Lakes），是美国新墨西哥州麦金莱县的人口普查规定居民点。总面积23平方公里，2000年人口达2000人。